# 恰姆普阿
恰姆普阿（Champua），是印度奥里萨邦Kendujhar县的一个城镇。总人口8310（2001年）。

## 人口
该地2001年总人口8310人，其中男性4418人，女性3892人；0—6岁人口1184人，其中男601人，女583人；识字率75.23%，其中男性为81.33%，女性为68.32%。